# The Minotaur (opera)

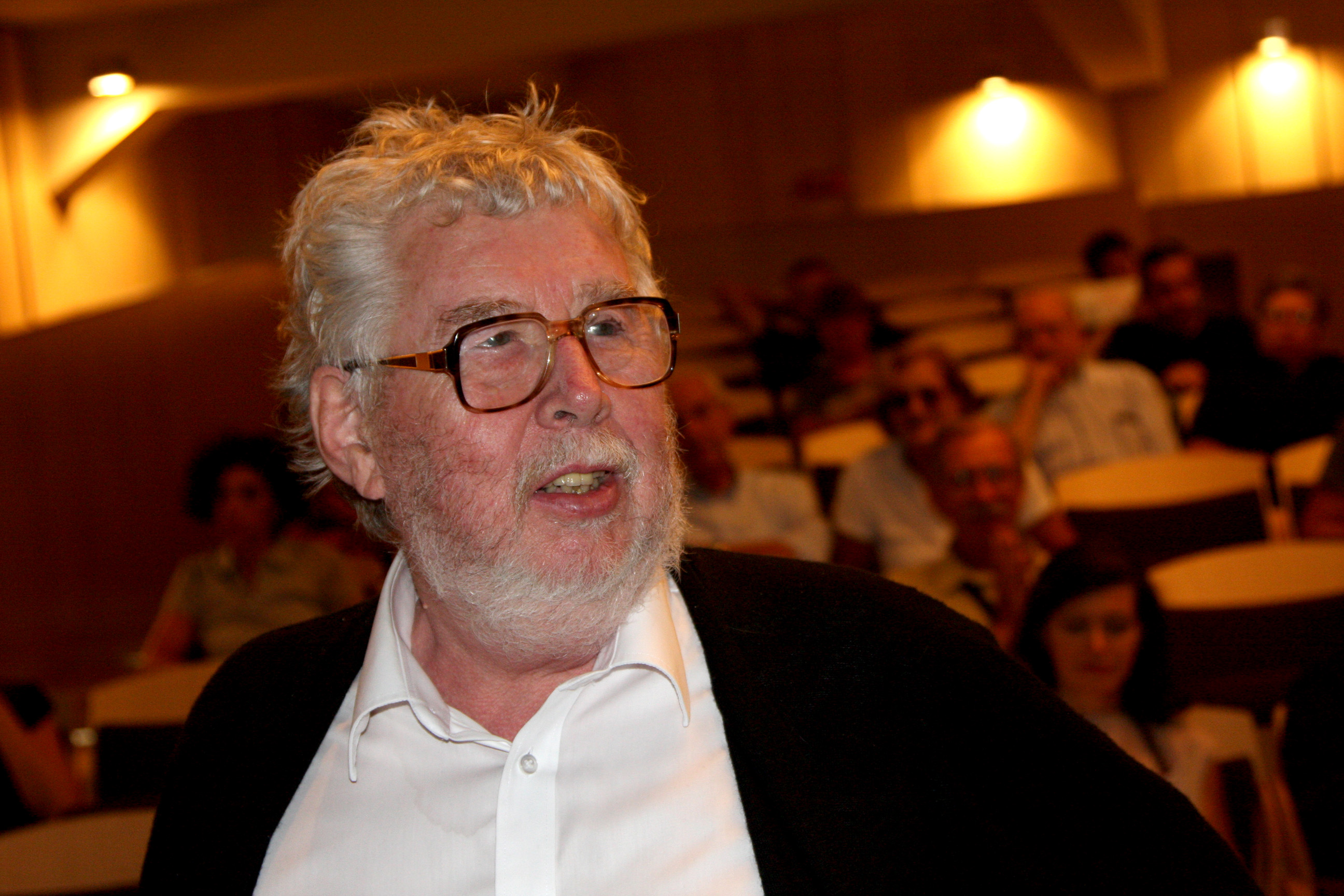
Harrison Birtwistle

The Minotaur är en opera i två akter (13 scener) av Harrison Birtwistle med libretto av David Harsent.

## Historia
Inspirationen till operan fick Birtwistle från flera håll, bland annat från Picassos målning La Minotauromachie. Handlingen kretsar kring det mytiska odjuret Minotauros. Operan uruppfördes 15 april 2008 på Royal Opera House i London.

## Personer
- Minotauros (Asteiros) (Bas)
- Theseus (Baryton)
- Ariadne (Mezzosopran)
- Ormprästinnan (Countertenor)
- Hierus (Tenor)
- Ker (Sopran)
- Den förste oskyldige (Sopran)
- Den andre oskyldige (Sopran)
- Den tredje oskyldige (Mezzosopran)
- Den fjärde oskyldige (Countertenor)
- Den femte oskyldige (Countertenor)

## Handling
Akt I
Ariadne ser hur ett grekiskt skepp anländer till Kreta. Ombord finns de Oskyldiga som ska offras till Minotauros: en monstruös varelse, till häften människa och till hälften tjur. Ariadne hälsar de Oskyldiga och noterar Theseus bland dem. Han har kommit till Kreta för att besegra Minotauros. Theseus berättar om sin avfärd från Athen med de Oskyldiga. Ariadne inser att Theseus är den chans till flykt från Kreta. Hon spelar ett spel med honom: om han kan välja i vilken hand hon håller en sten ska han gå in i labyrinten och möta Minotauros, men om han väljer den tomma handen måste han vara åskådare till blodbadet. Ariadne fuskar så Theseus väljer den tomma handen.
De oskyldiga går in i labyrinten och ber till gudarna om beskydd. Ariadne återberättar omständigheterna kring sin halvbror Minotauros födelse. Hennes mors förening med en vit tjur från havet, som antingen var sänd av Poseidon eller var havsguden själv förklädd. De Oskyldiga kommer till hjärtat av labyrinten. Minotauros hånas av kören för sin hemska skepnad och oförmåga att tala. Hans första offer, en ung kvinna, anländer och Minotauros förgör och våldtar henne. Dödsandarna äter upp hennes kropp och prisar förgörelsen.
I drömmen får Minotauros talets gåva. Sovande tänker han på sin fångenskap i labyrinten och på sitt våldsamma liv. En skenbild av Aridane skymtar och hon berättar historien om hans födelse. Hon avbryts av en mystisk och störande figur, okänd för Minotauros, det är Theseus. Kören manar Minotauros att vakna. De eggar honom medan han brutalt massakrerar de Oskyldiga. När alla är döda eller dödligt sårade ankommer dödsandarna igen för att festa på deras kroppar.
Akt II
Ariadne försöker hindra Theseus att möta Minotauros. Han förblir övertygad om sin uppgift och säger att även han är son till Poseidon. Ariadne försöker förföra Theseus och övertala honom att ta med henne till Grekland när han återvänder. Han säger inget. I sömnen beklagar Minotauros över sitt liv. En skenbild av Ariadne uppenbarar sig och han undrar om hon kan hjälpa honom att fly från labyrinten. Hon i sin tur undrar om han möjligtvis är hennes räddning till världen utanför. Theseus syns som en skuggfigur i bakgrunden. Ariadne frågar Ormprästinnan hur hon ska rädda Theseus att fly från labyrinten. Hon hoppas att han som tack ska ta henne till Athen. Ormprästinnan talar genom Hierus, och hon råder Ariadne att ge Theseus ett garnnystan. Om han nystar upp det allt eftersom han går in i labyrinten är det bara att följa tråden ut sedan. Ormprästinnan berättat också att Ariadne kommer att segla iväg med Theseus mot Athen. Ariadne berättar för Theseus om profetian och han gör sig klar att möta Minotauros. I mitten av labyrinten möter Theseus Minotauros och de börjar en brutal kamp, ivrigt påhejad av kören. Theseus tvekar en stund då Minotauros börjar tala men utdelar sedan det dödliga slaget. Theseus börjar sin resa ut ur labyrinten. Så fort han har kommit ut ska han resa iväg med Ariadne mot Athen.
Minotauros är döende. Han beklagar sin ynkliga existens, varken man eller tjur. Han drar ut det blodiga svärdet och säger att han är son till Poseidon. Kören lämnar labyrinten medan Minotauros dör. En dödsande anländer för att äta upp hans kropp.